# Cyperus lucidus
Cyperus lucidus är en halvgräsart som beskrevs av Robert Brown. Cyperus lucidus ingår i släktet papyrusar, och familjen halvgräs. Inga underarter finns listade i Catalogue of Life.